# Tankienga
Tankienga est une localité située dans le département de Barsalogho de la province du Sanmatenga dans la région Centre-Nord au Burkina Faso.

## Géographie
Constitué de centres d'habitations dispersés, Tankienga se situe à 9 km au sud-ouest de Koulhoko, à environ 30 km à l'est de Barsalogho, le chef-lieu du département, et à environ 75 km au nord-est de Kaya.

## Économie
L'économie du village repose essentiellement sur l'agro-pastoralisme et l'activité commerçante de son marché.

## Éducation et santé
Le centre de soins le plus proche de Tankienga est le centre de santé et de promotion sociale (CSPS) de Koulhoko (dans le département voisin de Bouroum) tandis que le centre médical avec antenne chirurgicale (CMA) de la province se trouve à Barsalogho  et que le centre hospitalier régional (CHR) est à Kaya.
Le village possède une école primaire publique.